# Station Słomianka
Station Słomianka is een spoorwegstation in de Poolse plaats Gawrony.